# Stade de l'Amitié Général Mathieu Kérékou
Le Stade de l'Amitié Général Mathieu Kérékou, est un stade multifonction situé dans le quartier de Kouhounou à Cotonou au Bénin. D'une capacité de 30 000 places, il accueille notamment les rencontres de l'équipe nationale du Bénin de football ainsi que des rencontres du Championnat du Bénin de football. Il porte depuis le 10 décembre 2015 le nom de l'ancien président du Bénin Mathieu Kérékou,,.
En 2021, le stade accueille la finale de la coupe de la confédération CAF opposant le Raja Casablanca contre le JS Kabylie.

## Historique
La construction du Stade de l'Amitié Général Mathieu Kérékou est entièrement financée par la République populaire de Chine. 

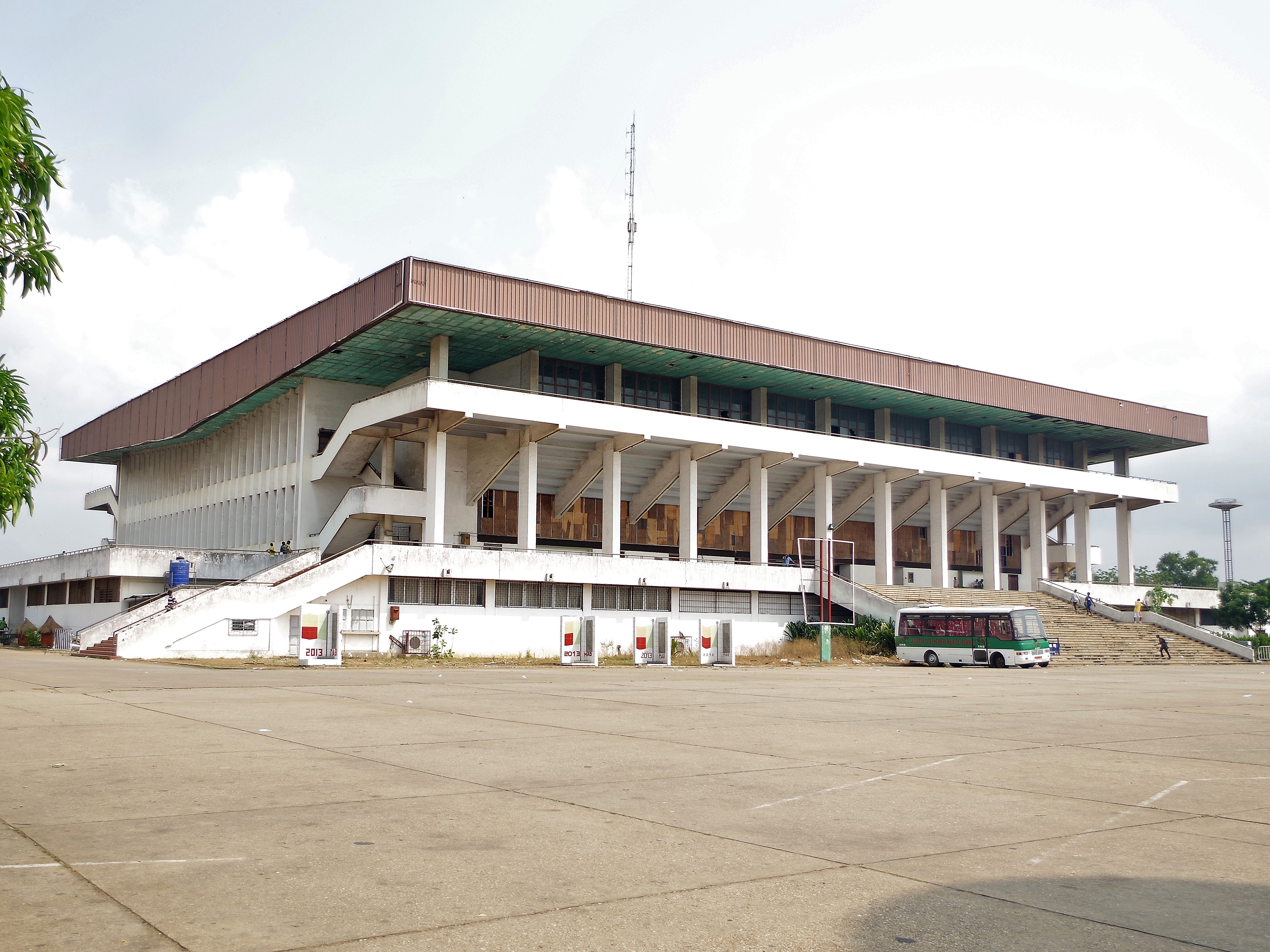
Palais des Sports.
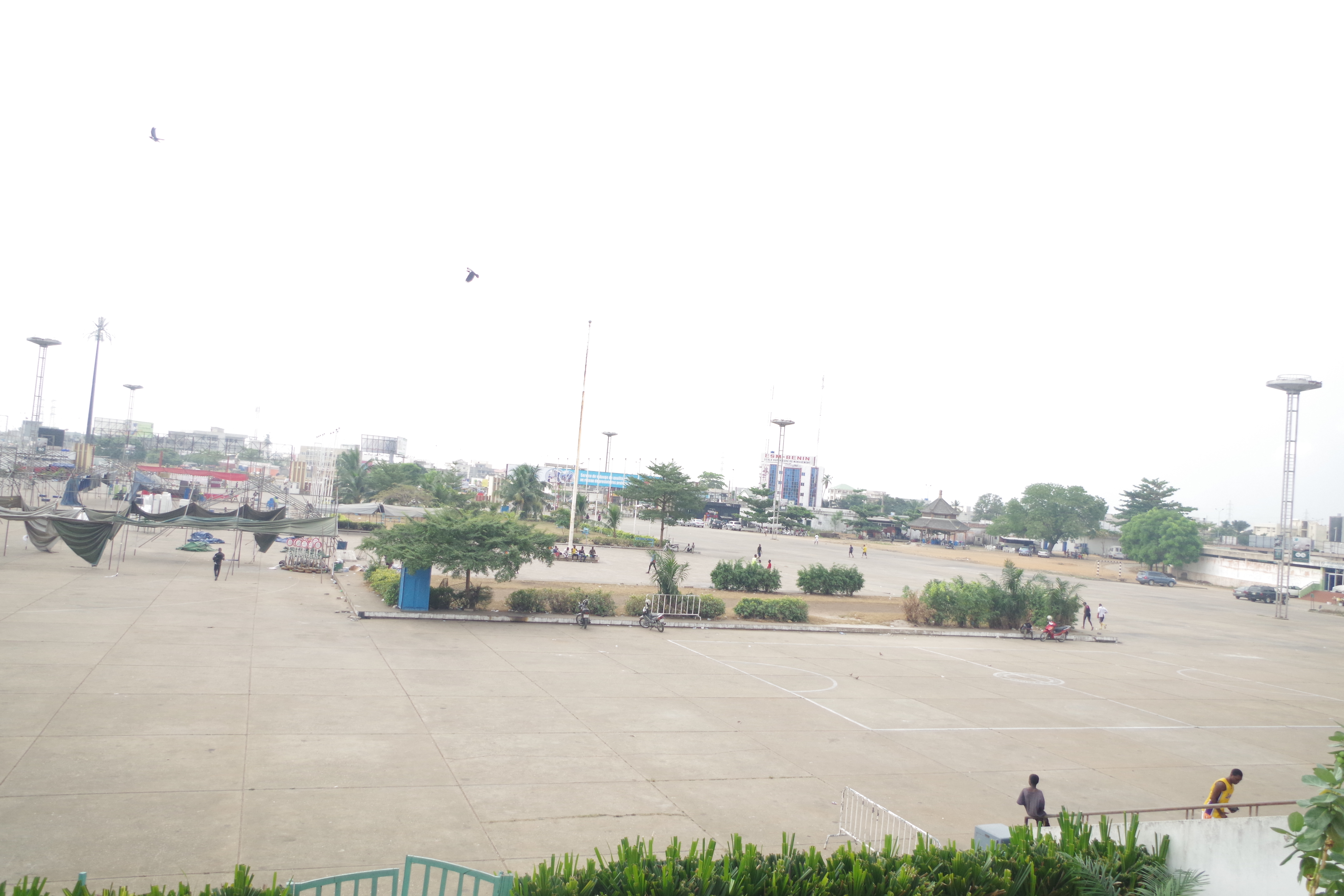
Esplanade du stade.
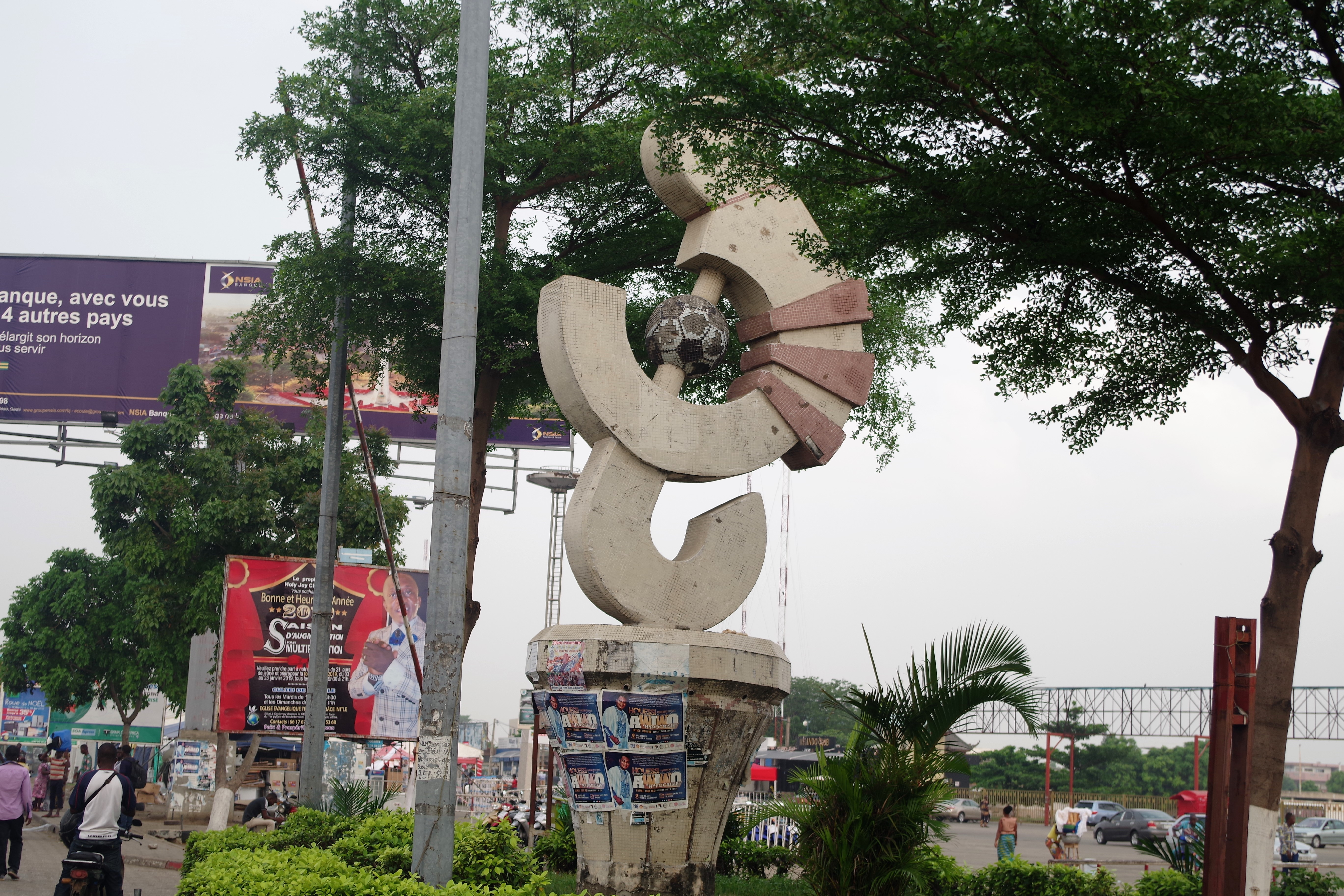
Statue érigée à l'entrée.

En 2007, le stade est déclaré non conforme aux normes internationales par la FIFA. Des travaux sont alors engagés pour construire des vestiaires, une tribune de presse ainsi que des toilettes et cette suspension est levée en mai 2008. Le 10 décembre 2015, le stade est renommé par le président Yayi Boni, Stade de l'Amitié Général Mathieu Kérékou, en hommage à l'ancien président de la République du Bénin, Mathieu Kérékou ,. Cette annonce a eu lieu durant la messe des funérailles de l'ancien président qui se déroule à l'intérieur du stade, le 10 décembre 2015. En avril 2016, une convention est signée avec la Chine pour rénover le stade et le remettre aux normes.

## Utilisations
Le stade de l'amitié Général Mathieu Kérékou est principalement utilisé pour les matchs de football de l'équipe nationale du Bénin de la Coupe et Supercoupe. Le Club de l'ASPAC l'utilise pour ses rencontres de championnat. Le stade a accueilli également les rencontres de la CAN Junior 2005 remportée par le Nigeria.
On y retrouve également une piscine olympique, des courts de tennis.

Autres sports
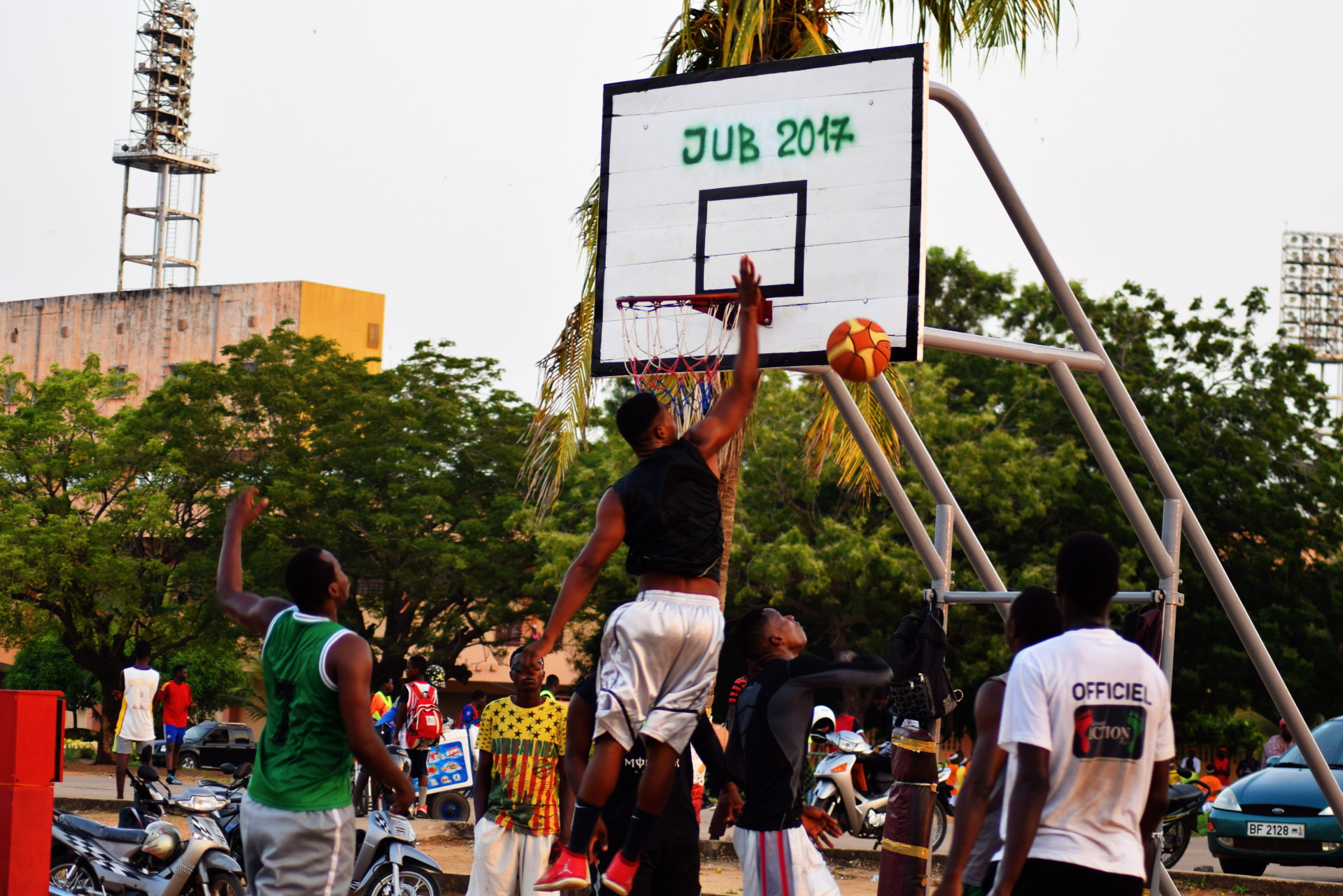
Basket-ball.
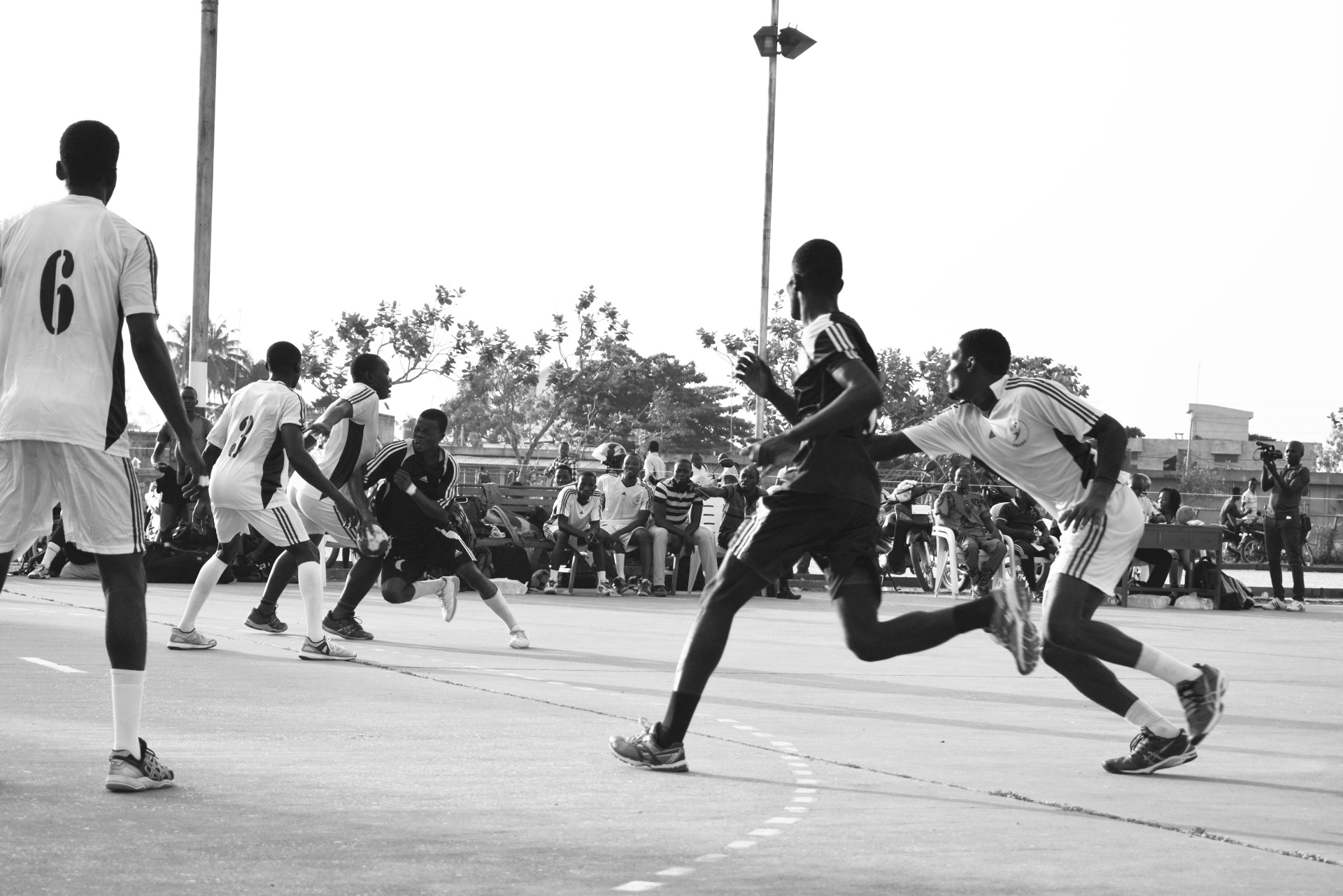
Handball.
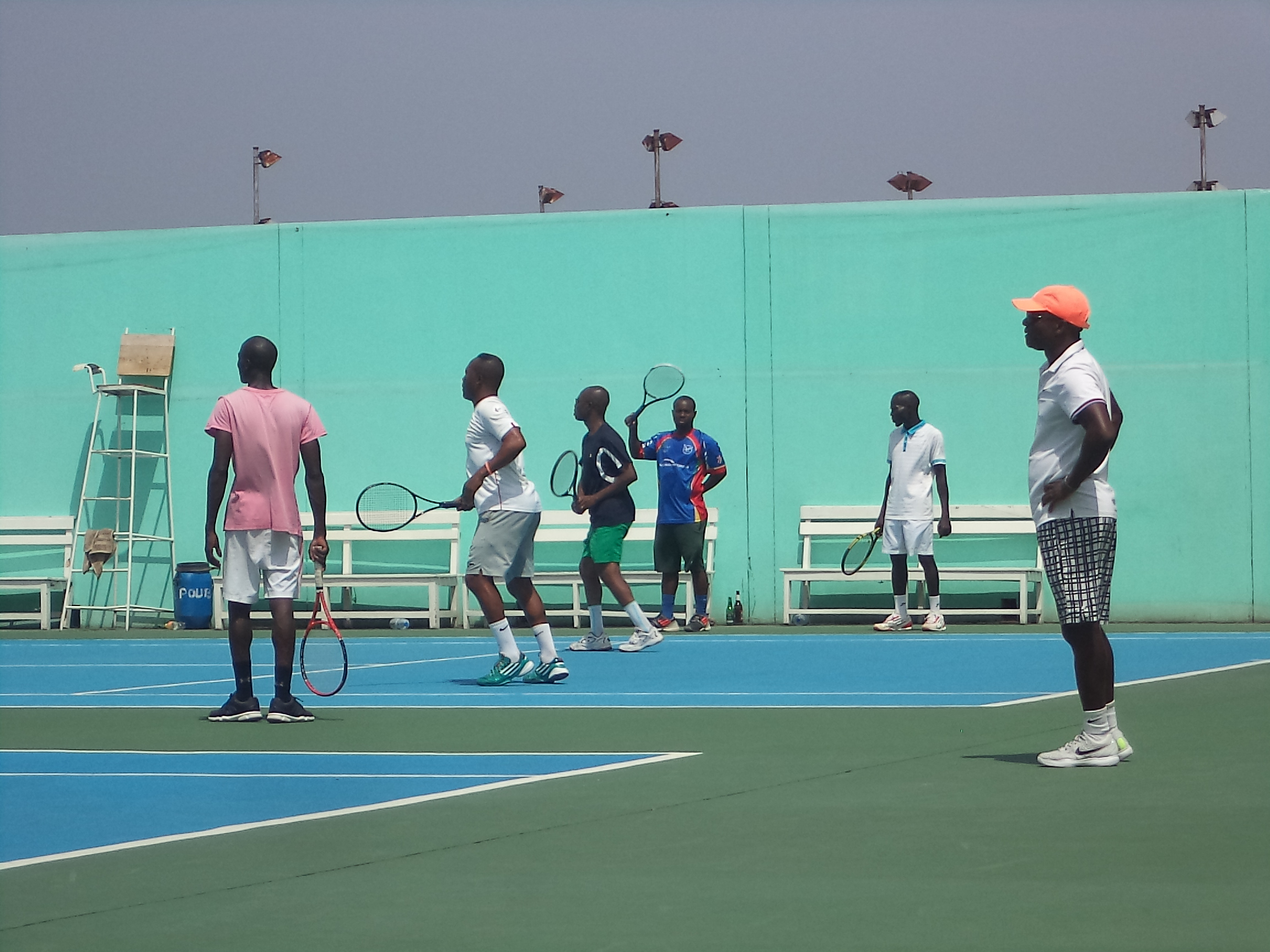
Tennis.
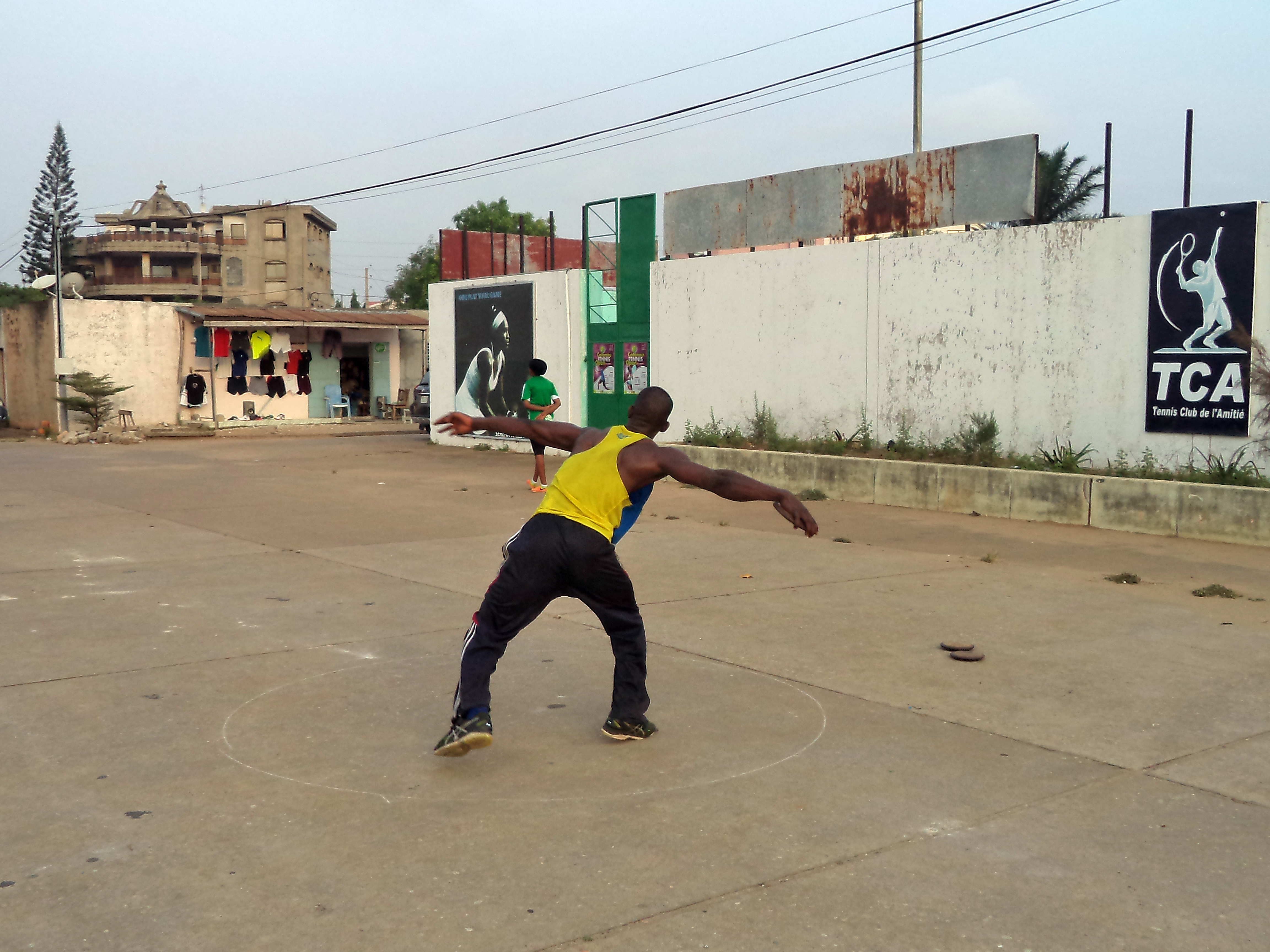
Lancer de disque.
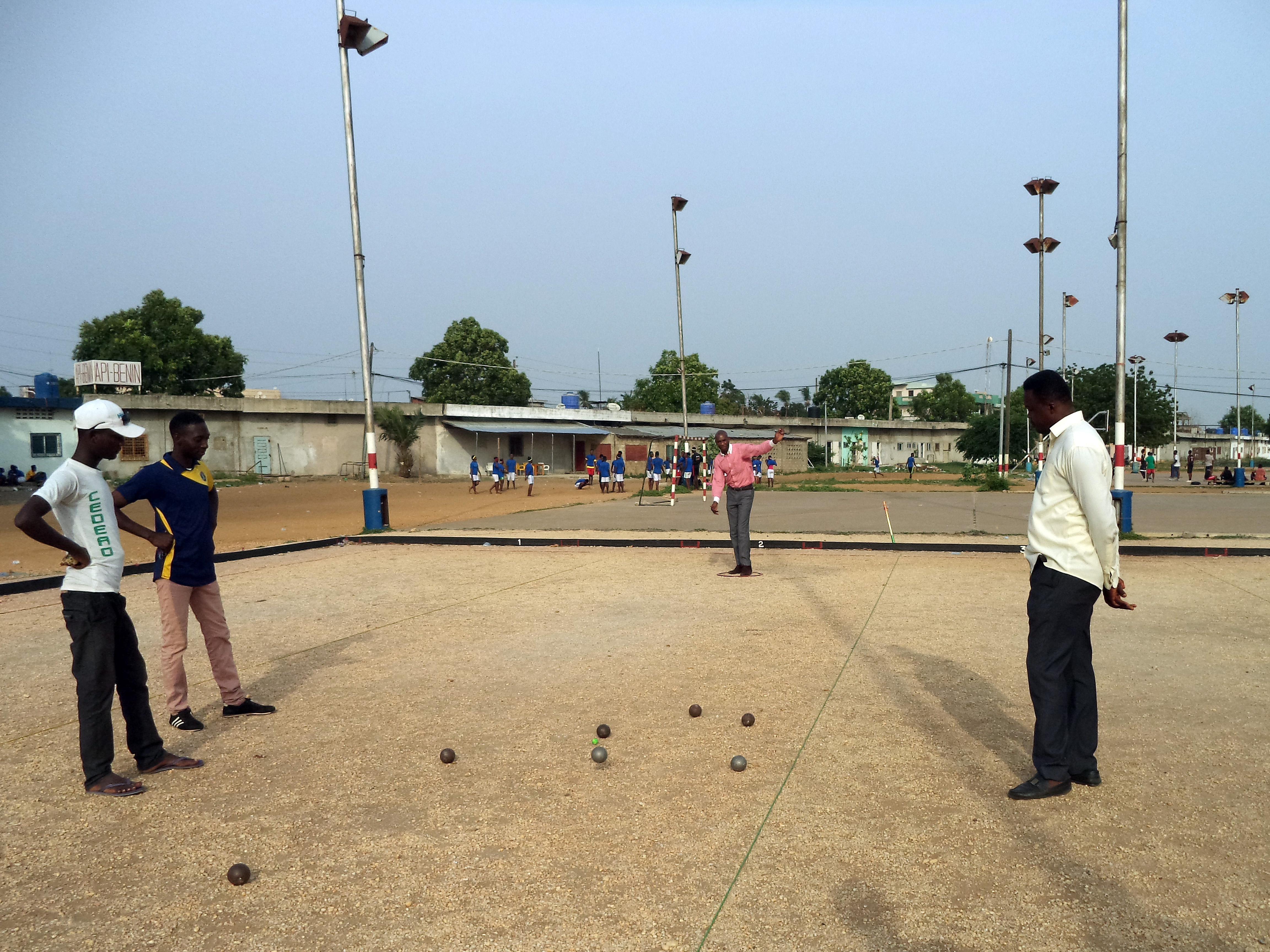
Pétanque.
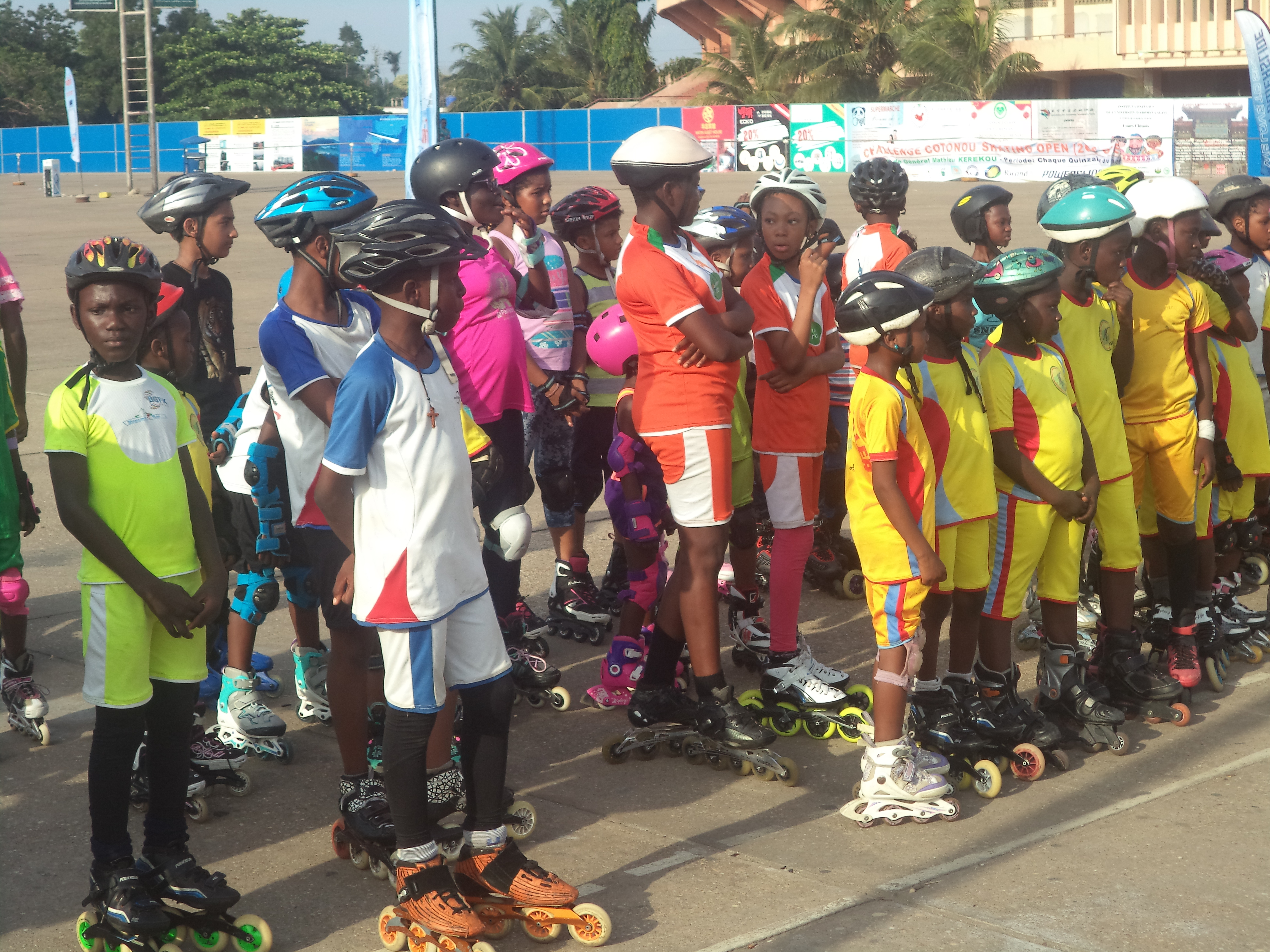
Roller.

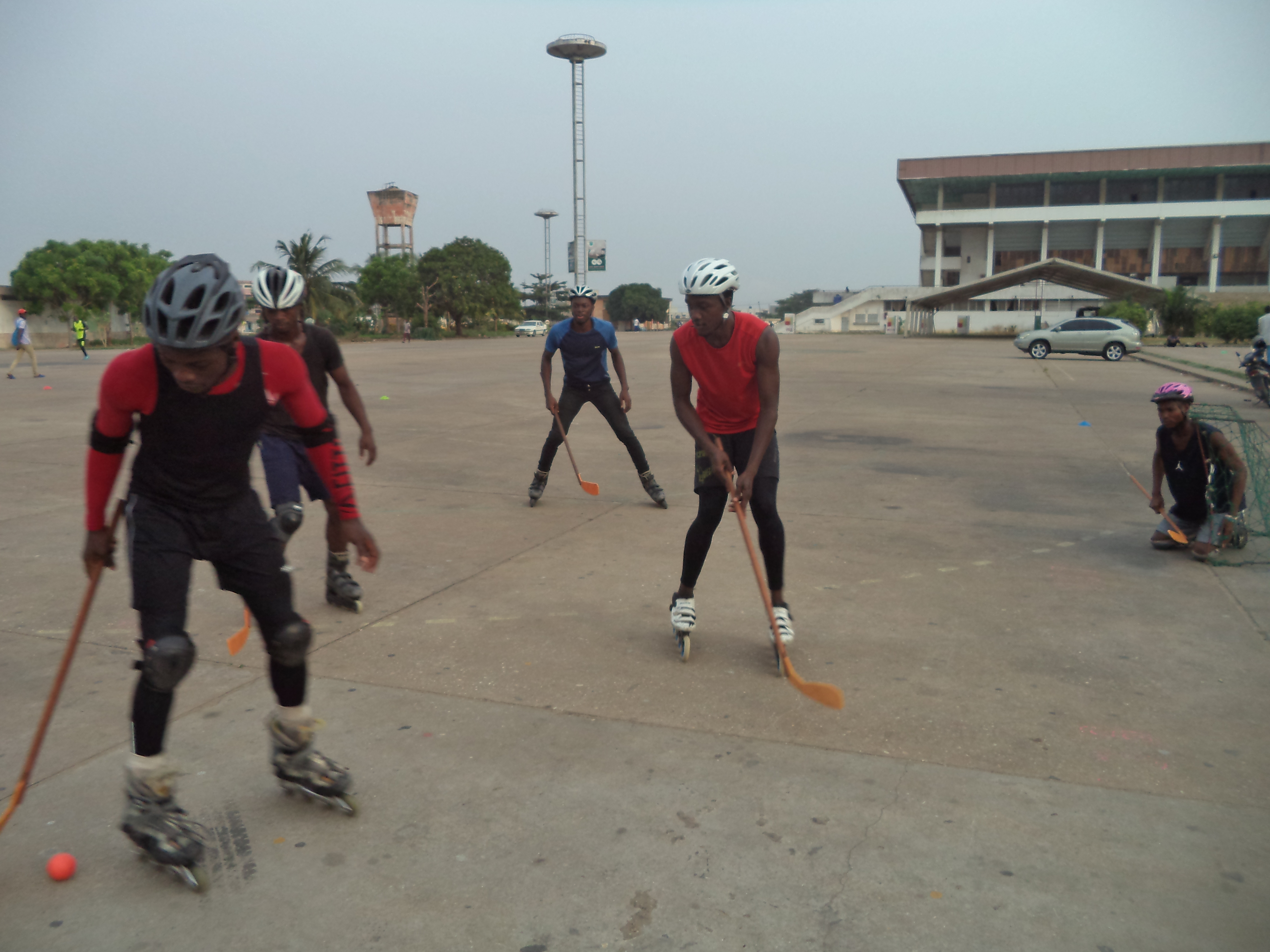
Des hockeyeurs sur l'esplanade du stade.

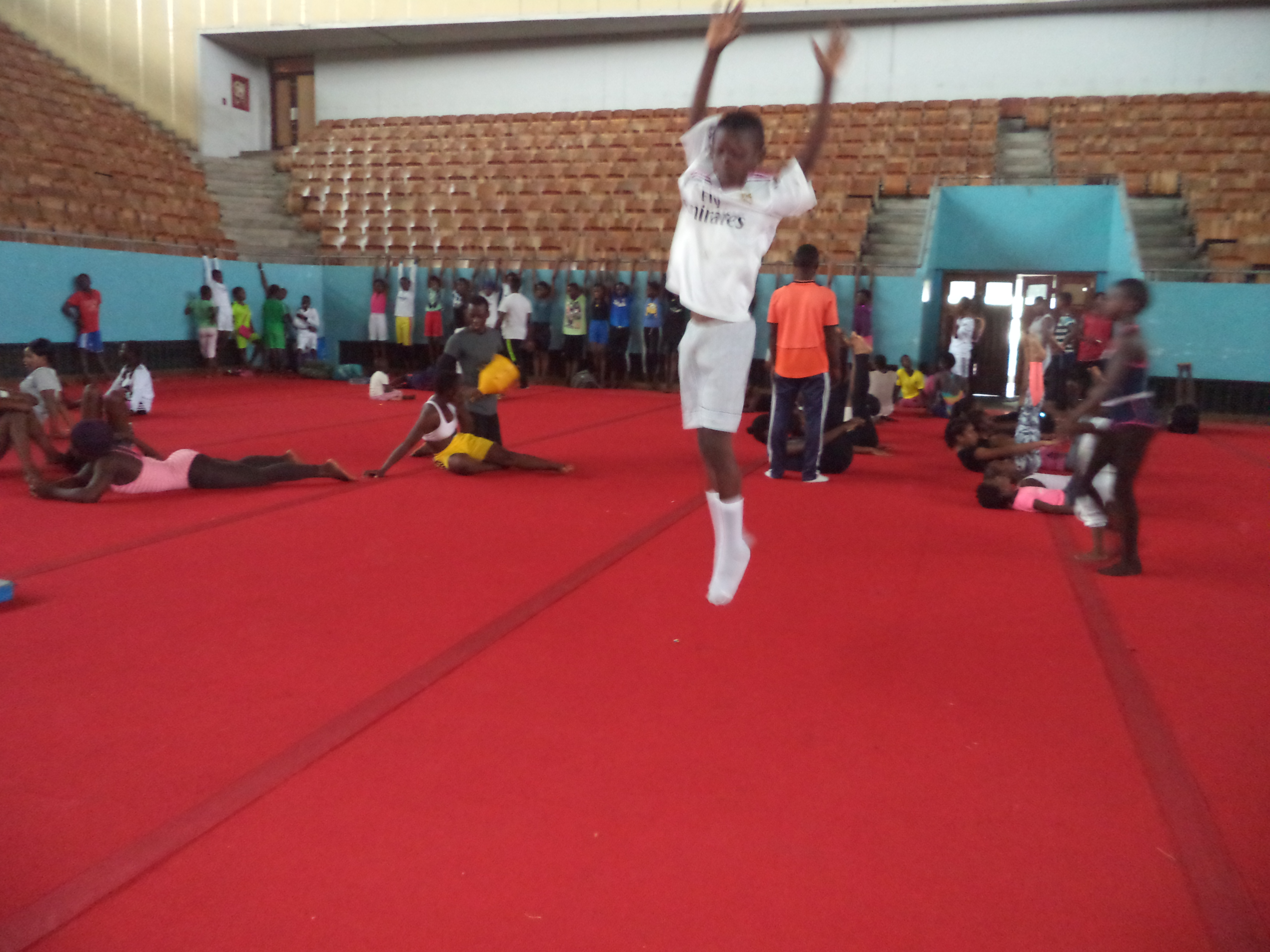
De la gymnastique au stade le l'Amitié.

En dehors des rencontres sportives, il abrite aussi une chaîne de télévision et une station radio( ADO TV et ADO FM). Le stade est utilisé pour des concerts, notamment celui de Kassav' en 2011. Lors de la visite des papes Jean-Paul II, en février 1993, puis de Benoît XVI en novembre 2011, une messe a lieu dans son enceinte. Le stade a également accueilli sur son esplanade, la Foire de l'Indépendance du Bénin du 19 juillet au 04 août 2019 ,.

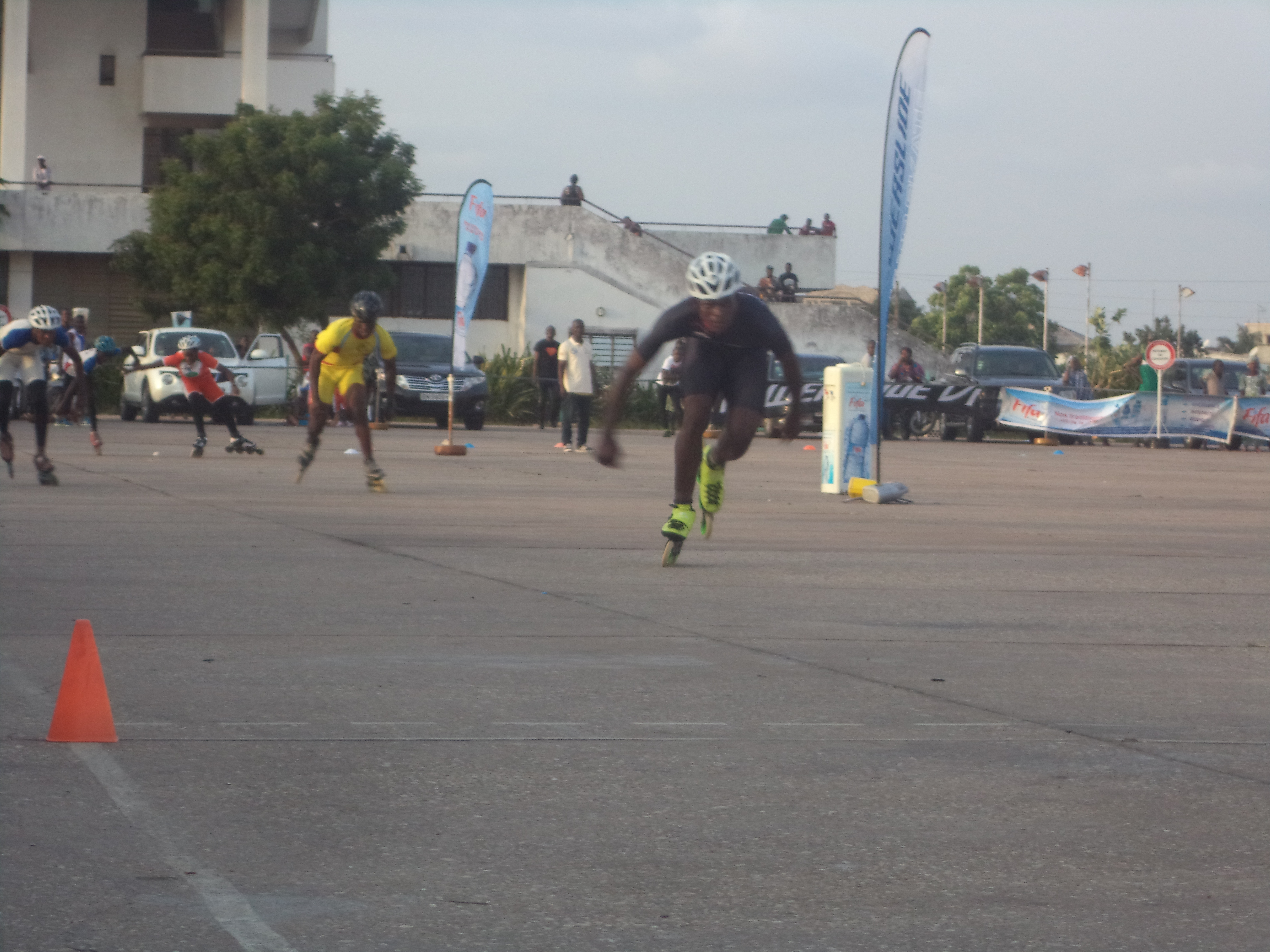
Compétition de roller de vitesse.